# Bebé moretto
Bebé moretto (Bébé nègre) è un cortometraggio muto del 1911 diretto da Louis Feuillade.

## Trama
Bébé è un orfano che si guadagna da vivere come lustrascarpe. Legge sul giornale che una famiglia accoglie bambini neri e, su suggerimento di un amico, decide di tingersi di nero con il lucido da scarpe. Viene scoperto ma, tra le risate dei presenti, viene comunque accettato.

## Produzione
Il film fu prodotto dalla Société des Etablissements L. Gaumont

## Distribuzione
Distribuito dalla Société des Etablissements L. Gaumont, uscì nelle sale cinematografiche francesi nel gennaio 1911.